# عسر التغوط (مرض)
عسر التغوط أو التبرز المضطرب هو فشل استرخاء عضلات قاع الحوض بشكل طبيعي أثناء محاولة التبرز. يمكن أن يحدث عند كل من الأطفال والبالغين، وكذلك عند الرجال والنساء (على الرغم من أنه أكثر شيوعًا عند النساء). يمكن أن يحدث بسبب عيوب جسدية أو يمكن أن يحدث لأسباب أخرى أو لأسباب غير معروفة. يمكن اعتبار أن عسر التغوط الذي له سبب سلوكي مشابه للإمساك النفسي(احتباس البراز النفسي).
تتضمن الأعراض زحير مستقيمي (الشعور بعدم الإخراج الكامل للبراز بعد التبرز) والإمساك. قد يؤدي احتباس البراز إلى التحميل البرازي (احتباس كتلة من البراز بأي قوام) أو الانسداد البرازي (احتباس كتلة من البراز الصلب). وقد تتمدد هذه الكتلة على جدران المستقيم والقولون، مما يؤدي إلى توسع المستقيم و/أو توسع القولون، على التوالي. قد يتسرب البراز السائل حول الانسداد البرازي، مما يؤدي ربما إلى درجات من سلس البراز السائل. يُطلق على هذه الحالة عادةً اسم "التغوط اللاإرادي" أو "التلطيخ" عند الأطفال، وسلس البراز السائل أو التلطيخ عند البالغين.
عادةً ما يُعالج انحباس البراز (عسر الإخراج) من خلال التعديلات الغذائية، مثل تناول مكملات الألياف الغذائية. ويمكن أيضًا علاجها باستخدام نوع من العلاج بالارتجاع البيولوجي، حيث يُدخل مجس استشعار في قناة الشرج للشخص لقياس الضغط الذي تفرزه عضلات قاع الحوض. تُغذى هذه الضغوط بصريًا إلى المريض عبر شاشة حتى يتمكن من استعادة التنسيق الطبيعي لحركة العضلات بعد عدة جلسات.
اقترح بعض الباحثين أن تشنج العضلة الشرجية يُشخص بشكل مفرط، حيث أظهرت الفحوصات المعيارية، مثل فحص المستقيم الرقمي وقياس ضغط المستقيم والشرج، حدوث تقلص متناقض في العضلة العاصرة لدى الأفراد الأصحاء الذين لا يعانون من الإمساك أو سلس البول. يُعتقد أن عضلات قاع الحوض تتصرف بشكل مختلف عن الظروف الطبيعية بسبب طبيعة هذه الفحوصات الباعثة على التوغل وعدم الراحة. واستنتج هؤلاء الباحثون أن تقلص قاع الحوض المتناقض يعتبر حالة شائعة لدى الأشخاص الأصحاء وكذلك المصابين بالإمساك المزمن وسلس البراز، ويمثل نتيجة غير محددة أو تحليل مخبري مرتبط بظروف غير مواتية أثناء الفحص، وأن تشنج العضلة الشرجية الحقيقي نادر بالفعل.

## العلامات والأعراض
الأعراض تشمل:
- صعوبة في إخراج البراز
- الشعور بالإخراج غير الكامل
- الشعور بانسداد المستقيم / الشرج
- الحاجة إلى المناورات اليدوية لمساعدة التبرز
- صعوبة في بدء وإكمال التغوط [6]

## الأسباب

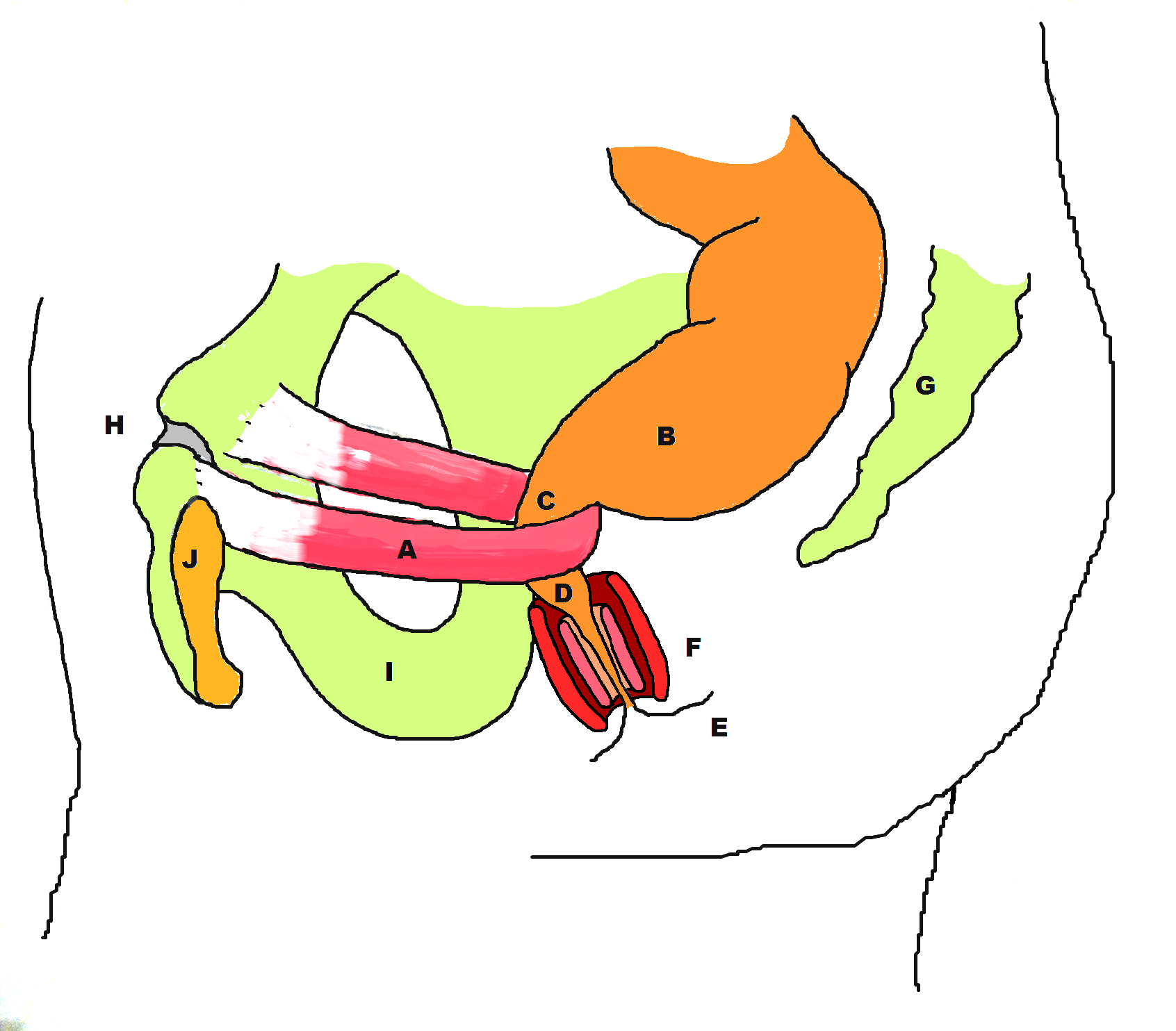
رسم تخطيطي مبسط يوضح عمل حبالة العضلة المستقيمة المحيطة بالمستقيم وتكوين الزاوية المستقيمي الشرجية. المفتاح:A- العضلة المستقيمة المحيطة بالمستقيم B- المستقيم C- مستوى الحلقة المستقيمي الشرجية والزاوية المستقيمي الشرجية D- القناة الشرجية E- الحافة الشرجية F- تمثيل للعاصرتين الشرجيتين الداخلية والخارجية G- العصعص والعجز H- العانة I- الوركي J- عظم العانة

لفهم سبب الانسداد التبرزي, من المفيد فهم التشريح والوظائف الطبيعية للقولون والمستقيم, بما في ذلك آلية التبرز الطبيعية. التشريح ذو الصلة يشمل: المستقيم, والقناة الشرجية, وعضلات قاع الحوض, وخاصة العضلة العانية المستقيمية والعضلة العاصرة الشرجية الخارجية.
المستقيم هو جزء من الأمعاء يقع مباشرة فوق القناة الشرجية ويبعد عن القولون السيني في الأمعاء الغليظة. يُعتقد أنه يعمل كخزان لتخزين البراز حتى يمتلئ بدرجة معينة, وعندها يُحفز منعكسات التبرز. في الأفراد الأصحاء, يمكن تأخير التبرز مؤقتًا إلى حين يصبح من المقبول اجتماعيًا التبرز. عند الأفراد القادرين على التحكم, يمكن للمستقيم أن يتمدد بدرجة لاستيعاب هذه الوظيفة.
القناة الشرجية هي الجزء القصير والمستقيم من الأمعاء بين المستقيم والشرج. يمكن تعريفها وظيفيًا على أنها المسافة بين الحلقة الشرجية المستقيمة ونهاية العضلة العاصرة الشرجية الداخلية. تشكل العضلة العاصرة الشرجية الداخلية جدران القناة الشرجية. لا تخضع العضلة العاصرة الشرجية الداخلية للتحكم الإرادي، وعند الأشخاص الطبيعيين تُقلص في جميع الأوقات باستثناء الحاجة إلى التبرز. وهذا يعني أن العضلة العاصرة الشرجية الداخلية تساهم بشكل أكبر في التوتر والراحة للقناة الشرجية مقارنة بالعضلة العاصرة الشرجية الخارجية. العضلة العاصرة الداخلية مسؤولة عن إنشاء ختم محكم للماء، وبالتالي توفر سلسًا لعناصر البراز السائل.
عضلة العانية المستقيمية هي واحدة من عضلات قاع الحوض. إنها عضلة هيكلية وبالتالي فهي تحت سيطرة إرادية. تنشأ العانة المستقيمة على الجانب الخلفي لعظم العانة, وتمتد للخلف, وتلتف حول الأمعاء. النقطة التي يلتقي فيها المستقيم بالشرج معروفة بالحلقة الشرجية المستقيمية, والتي تقع عند المستوى الذي تلتف فيه عضلة العانية المستقيمية حول الأمعاء من الأمام. يعني هذا الترتيب أنه عندما تنقبض العانية المستقيمية, فإنها تسحب تقاطع المستقيم والشرج للأمام, مما يخلق زاوية في الأمعاء تسمى الزاوية الشرجية المستقيمية. تمنع هذه الزاوية حركة البراز المخزّن في المستقيم من الانتقال إلى القناة الشرجية. يُعتقد أنها مسؤولة عن قارة البراز الصلب عمومًا. يعتقد البعض أن الزاوية الشرجية المستقيمية هي إحدى أهم العوامل المساهمة في السيطرة.
على العكس من ذلك, يؤدي استرخاء العانية المستقيمية إلى تقليل الشد على تقاطع المستقيم والشرج, مما يتسبب في استقامة الزاوية الشرجية المستقيمية. يُعرف وضع القرفصاء أيضًا بتقويم الزاوية الشرجية المستقيمية, مما يعني أنه يلزم جهد أقل لإخراج البراز عند اتخاذ هذا الوضع.
يؤدي اتساع المستقيم عادة إلى استرخاء العاصرة الشرجية الداخلية (استجابة كبح المستقيم الشرجي، RAIR) وانقباض العاصرة الشرجية الخارجية في البداية (منعكس الإثارة المستقيمي الشرجي، RAER). يعتبر استرخاء العاصرة الشرجية الداخلية استجابة لا إرادية. أما العاصرة الشرجية الخارجية، في المقابل، فهي تتكون من عضلات هيكلية (أو مخططة) وبالتالي فهي تحت السيطرة الإرادية. يمكن أن تنقبض بقوة لفترة قصيرة. يمكن أن يؤجل انقباض العاصرة الخارجية التبرز لفترة من خلال دفع البراز من القناة الشرجية إلى المستقيم. بمجرد إرسال الإشارة الإرادية للتبرز من الدماغ، تنقبض عضلات البطن (المجهود) مما يؤدي إلى زيادة الضغط داخل البطن. يُخفض قاع الحوض مما يؤدي إلى تقويم زاوية المستقيم الشرجي من ~ 90 درجة إلى <15 درجة وتسترخي العاصرة الشرجية الخارجية. الآن ينقبض المستقيم ويقصر في موجات التمعج، مما يجبر البراز على الخروج من المستقيم، عبر القناة الشرجية، وخارج الشرج. تسمح العاصرتان الشرجية الداخلية والخارجية جنبًا إلى جنب مع العضلة المعصرة المستقيمية بخروج البراز عن طريق سحب الشرج لأعلى فوق البراز الخارج في أفعال التقصير والانقباض.
عند مرضى عسر التغوط، تتعذر عضلات العانية المستقيمة والمصرة الشرجية الخارجية عن الاسترخاء، مما يؤدي إلى فشل زاوية المستقيم والشرج في الاستقامة وتسهيل إخراج البراز من المستقيم. وقد تنقبض هذه العضلات حتى عندما يجب أن تسترخي (انقباض متناقض)، وهذا لا يفشل فقط في تقويم زاوية المستقيم والشرج، بل يتسبب أيضًا في أن تصبح أكثر حدة وتقدم عائقًا أكبر للإخراج. بما أن هذه العضلات تحت السيطرة الإرادية، فإن فشل استرخاء العضلات أو الانقباض المتناقض الذي يميز الأنيسموس يمكن اعتباره سلوكًا غير تكيفي أو فقدان السيطرة الإرادية على هذه العضلات. يزعم آخرون أن عضلة العانية المستقيمي يمكن أن يصاب بالضمور (يكبر) أو التليف (استبدال أنسجة العضلات بأنسجة أكثر ليفيّة)، مما يقلل من التحكم الإرادي في العضلة.
يمكن اعتبار الأنيسموس بمثابة "نسيان" المريض للطريقة الصحيحة للضغط، أي شده للضغط على قاع حوض مشدود، بدلاً من زيادة ضغط تجويف البطن وتقليل ضغط تجويف الحوض. وقد يكون هذا السيناريو ناتجًا عن الإجهاد. على سبيل المثال، أشارت إحدى الدراسات إلى أن الأنيسموس يرتبط ارتباطًا وثيقًا بالاعتداء الجنسي لدى النساء. ذكرت ورقة علمية أخرى أن أحداثًا مثل الحمل، والولادة، وهبوط المهبل، أو الاضطرابات العصبية لمحور الدماغ والأمعاء يمكن أن تؤدي إلى "متلازمة الإخراج المعوق وظيفياً" (بما في ذلك الأنيسموس).قد يتطور الأنيسموس لدى الأشخاص الذين يعانون من اضطراب الحركة خارج الهرمية بسبب مرض باركنسون. وهذا يمثل نوعًا من خلل التوتر العضلي البؤري.كما يمكن أن يحدث الأنيسموس مع تشوه الشرج والمستقيم،والتدلي المستقيمي، وقرحة المستقيم. ومع ذلك، في العديد من الحالات، لا يمكن تحديد السبب الكامن وراء علم الأمراض لدى المرضى الذين يعانون من صعوبة الإخراج 
علق بعض المؤلفين على أن مفهومي "مفارقة العجان المستقيمي" و "قاع حوض تشنجي" ليس لديهما بيانات موضوعية لدعم صحة هذه المفاهيم. ويذكرون أن "الأدلة الجديدة التي تُظهر أن الإخراج هو عملية متكاملة من تفريغ القولون والمستقيم، تشير إلى أن الأنيسموس قد يكون أكثر تعقيدًا بكثير من مجرد اضطراب بسيط في عضلات قاع الحوض".

### المضاعفات
فشل مستمر في إخراج البراز بشكل كامل قد يؤدي إلى احتباس كتلة من البراز في المستقيم (تحميل البراز)، والتي يمكن أن تتصلب وتشكل انسدادًا برازيًا أو حتى برازات صلبة. قد تتسرب عناصر البراز السائل حول كتلة البراز المحتبسة، مما قد يؤدي إلى إسهال متناقض و/أو تسرب برازي (يُعرف عادةً باسم سلس البراز عند الأطفال وتسرب البراز عند البالغين).   
عندما يحدث خلل القاع في سياق سلس البراز المستعصي (كما يحدث في كثير من الأحيان)، قد لا يكون حل خلل القاع كافياً لعلاج سلس البراز. ولهذا السبب، ولأن تدريب التغذية الراجعة الحيوية مكلف ويتطلب عمالة كثيفة، لا يُنصح باستخدام تدريب التغذية الراجعة الحيوية لعلاج سلس البراز المصاحب لخلل القاع. قد تتمدد جدران المستقيم، وهي حالة تعرف باسم اتساع المستقيم.

## التشخيص
في تصنيف روما الرابع، معايير التشخيص لـ "اضطرابات الإخراج الوظيفية" هي كما يلي:
- يجب أن يستوفي المريض معايير التشخيص للإمساك الوظيفي ومتلازمة القولون العصبي مع الإمساك.
- خلال المحاولات المتكررة للتغوط، يجب أن تكون هناك ملامح لإخلاء غير كامل، كما يتضح من وجود اثنين على الأقل من الاختبارات الثلاثة التالية:
  - اختبار طرد البالون غير طبيعي.
  - نمط إخراج شرجي مستقيمي غير طبيعي باستخدام قياس الضغط أو تخطيط كهربائية العضل للسطح الشرجي.
  - إخلاء مستقيمي ضعيف بالتصوير.

توجد فئتان فرعيتان ضمن فئة اضطرابات الإخراج الوظيفية:
- دفع الإخراج غير الكافي (F3a): قوى دفع غير كافية تقاس باستخدام قياس الضغط مع أو بدون انقباض غير مناسب للعضلة العاصرة الشرجية و/أو عضلات قاع الحوض.
- إخراج البراز العكسي (F3b): انقباض غير مناسب لقاع الحوض كما يقاس بجهاز تخطيط كهربائية العضل للسطح الشرجي أو قياس الضغط مع قوى دفع كافية أثناء محاولة التغوط.

بالنسبة لجميع تشخيصات روما الرابع، يجب أن تكون معايير التشخيص قد تحققت خلال الأشهر الثلاثة الماضية مع ظهور الأعراض قبل التشخيص بستة أشهر على الأقل. تُعرف الفئتين الفرعيتين F3a وF3b من خلال القيم الطبيعية المناسبة للعمر والجنس للتقنية.
كانت معايير روما السابقة توصي بأن فحص المستقيم الشرجي لا يُشار إليه عادةً للمرضى الذين يعانون من الأعراض حتى يفشل المرضى في العلاج المحافظ (مثل زيادة الألياف الغذائية والسوائل ؛ التخلص من الأدوية التي لها آثار جانبية إمساكية قدر الإمكان).

### تعريف المصطلح
قُدمت العديد من التعريفات:
- وفقًا للتصنيف الدولي للأمراض (المراجعة 11) [الإنجليزية] (ICD-11): "انقباض متناقض أو استرخاء غير كافٍ لعضلات قاع الحوض أثناء محاولة التبرز".[25]
- وفقًا لتصنيف روما الرابع للاضطرابات الوظيفية الجهاز الهضمي: "انقباض غير مناسب لقاع الحوض كما يقاس بجهد سطح الشرج أو قياس الضغط بالمنظار مع وجود قوى دفع كافية أثناء محاولة التبرز".
- وفقًا للجمعية الأمريكية لجراحي القولون والمستقيم [الإنجليزية]: "فشل العضلات المخططة لقاع الحوض (العضلة العاصرة الشرجية الخارجية والعضلة الرافعة الشرجية) في الاسترخاء بشكل مناسب أثناء محاولة التبرز".[26]
- "عدم وجود استرخاء طبيعي لعضلات قاع الحوض أثناء التبرز، مما يؤدي إلى انسداد مخرج المستقيم".[27]
- "خلل وظيفي (اختلال توتر عضلي موضعي [الإنجليزية]) في العضلة العاصرة الشرجية الخارجية والعضلة الرافعة الشرجية أثناء التبرز".
- "فشل (العضلة العاصرة الشرجية الخارجية والعضلة الرافعة الشرجية) في الاسترخاء، مما يؤدي إلى الحفاظ على زاوية المستقيم والشرج وصعوبة البدء في إخراج البراز واستكماله".
- "فشل استرخاء (أو انقباض متناقض) لعضلة العجان العاصرة أثناء التبرز أو محاولة التبرز أو الإجهاد".[28]

### فحص المستقيم
يمكن للفحص البدني استبعاد وجود قصور الشرج (عن طريق تحديد سبب آخر) ولكن لا يكفي لتشخيص قصور الشرج.

### قياس ضغط المستقيم والشرج
هو قياس الضغوط داخل المستقيم والشرج باستخدام مقياس الضغط (مسبار استشعار الضغط).

### تصوير المستقيم بالتفريغ
1. تصوير المستقيم بالتبرز، هو إجراء تصويري يستخدم الأشعة السينية لتصوير المستقيم أثناء التبرز. تُدخل مادة سائلة تسمى الباريوم في المستقيم قبل الإجراء. يساعد الباريوم على جعل المستقيم مرئيًا بالأشعة السينية.[29]
2. تصوير المستقيم بالرنين المغناطيسي أثناء التبرز، هو نوع من التصوير بالرنين المغناطيسي (MRI) يستخدم لتصوير المستقيم أثناء التبرز.[30]

### التصنيف
يمكن تصنيف عسر التغوط إلى أربعة أنواع بناءً على نتائج اختبار قياس ضغط المستقيم والشرج:
- النوع الأول: يمكن للمريض أن يولد ارتفاعًا كافيًا للضغط داخل البطن، ومع ذلك يكون هناك زيادة متناقضة في ضغط العضلة العاصرة الشرجية.
- النوع الثاني: لا يستطيع المريض أن يولد ارتفاعًا كافيًا للضغط داخل المستقيم ويعاني من تقلص متناقض في العضلة العاصرة الشرجية.
- النوع الثالث: يمكن للمريض أن يولد ضغطًا بطنيًا داخليًا كافيًا ولكنه إما يفتقر إلى استرخاء العضلة العاصرة الشرجية (أقل من 20٪) أو غير مكتمل.
- النوع الرابع: لا يستطيع المريض أن يولد قوة دفع كافية ويظهر استرخاءًا غائبًا أو غير مكتمل للعضلة العاصرة.

يصنف عسر التغوط على أنه اضطراب وظيفي في الإخراج. كما أنه نوع من انسداد مخرج المستقيم (انسداد وظيفي للمخرج). عندما يسبب عسر التغوط الإمساك، فهو مثال على الإمساك الوظيفي. يصف العديد من المؤلفين "متلازمة انسداد الإخراج" التي يكون عسر التغوط أحد أسبابها.
تُقسم اضطرابات الإخراج الوظيفية وفقًا لتصنيف روما الثاني إلى ثلاثة أنواع، ومع ذلك فإن الأعراض التي يعاني منها المريض متطابقة:
- النوع الأول: تقلص متناقض لعضلات قاع الحوض أثناء محاولة التبرز.
- النوع الثاني: عدم كفاية القوى الدافعة أثناء محاولة التبرز (دفع التبرز غير الكافي).
- النوع الثالث: ضعف الاسترخاء مع قوة دفع كافية.

يمكن ملاحظة مما سبق أن العديد من المصطلحات التي تُستخدم بالتبادل مع عسر التغوط غير دقيقة بشكل غير مناسب وتتجاهل مفهوم ضعف الدفع. وبالمثل، فإن بعض التعريفات التي تُقدم مقيدة للغاية.

### اختبار التبريد المستقيمي
يوصى باختبار التبريد المستقيمي للتفريق بين الخمول المستقيمي والاسترخاء المضطرب / التقلص المتناقض.
تشمل التقنيات الأخرى قياس الضغط، واختبار طرد البالون، وتصوير المستقيم بالتفريغ (انظر تصوير إشعاعي تبرزي)، وتصوير الإخلاء بالرنين المغناطيسي. معايير التشخيص هي: استيفاء معايير الإمساك الوظيفي، والأدلة القياسية الضغطية و / أو EMG و / أو الإشعاعية (2 من أصل 3) ، ودليل على قوة طرد كافية، ودليل على الإخلاء غير المكتمل. أظهرت دراسات التصوير الديناميكي الحديثة أنه في الأشخاص الذين شُخصو بالانقباض، فإن الزاوية المستقيمة الشرجية أثناء محاولة التبرز تكون غير طبيعية، وذلك بسبب حركة غير طبيعية (متناقضة) لعضلة المستقيم العصعصية.

## العلاج
تشمل الخطوات الأولية للتخفيف من الانسداد إجراء تعديلات غذائية وتعديلات بسيطة عند محاولة التبرز. يساعد تناول مكملات من المواد المسهلة كـ "بسيليوم 3500" بمقدار 17 ملغ يومياً على جعل البراز أكثر تماسكا، مما يقلل من الجهد المطلوب لإخراجه. وبالمثل، يمكن أن يساعد التمرين والترطيب الكافي على تحسين شكل البراز. ثبت أن فتحة الشرج والمستقيم تتخذ شكلاً مسطحاً عند اتخاذ وضع القرفصاء، لذلك يُنصح به للمرضى الذين يعانون من انسداد وظيفي في المخرج مثل الانسداد. في حالة عدم قدرة المريض على اتخاذ وضعية القرفصاء بسبب مشاكل في الحركة، يمكن استخدام مقعد منخفض لرفع القدمين عند الجلوس، مما يحقق فعليًا وضعية مشابهة.
علاجات الانسداد الشرجي تشمل إعادة تدريب التغذية الراجعة الحيوية وحقن البوتوكس والاستئصال الجراحي. يظهر الانسداد الشرجي أحيانًا مع حالات أخرى تحد (انظر موانع الاستعمال) من خيارات العلاج. وبالتالي، يوصى بإجراء تقييم شامل قبل العلاج. يعتبر تدريب التغذية الراجعة الحيوية لعلاج الانسداد الشرجي فعالًا للغاية ويعتبر العلاج القياسي الذهبي من قبل الكثيرين. وأفاد آخرون بأن التغذية الراجعة الحيوية لها تأثير علاجي محدود. 
حقن توكسين البوتولينيوم من النوع A (هي عبارة عن سموم تستخرج من بكتيريا تسمى كولسترديوم بوتلينيوم أو مطثية وشيقية) في العضلة الورقية المستقيمة وهي فعالة جدًا على المدى القصير وفعالة إلى حد ما على المدى الطويل. قد تكون الحقن مفيدة عند استخدامها مع تدريب التغذية الراجعة الحيوية. تاريخياً، كان العلاج القياسي هو الاستئصال الجراحي لعضلة الورقية المستقيمة، والذي أدى أحيانًا إلى سلس البراز. في الآونة الأخيرة، أفيد بأن الاستئصال الجزئي (القسمة الجزئية) فعال في بعض الحالات.

## أصل الكلمة والمرادفات
وُصف لأول مرة عسر التغوط المتناقض أثناء محاولة التبرز عند مرضى الإمساك في ورقة بحثية عام 1985، حيثُ استُخدم مصطلح الانسداد الشرجي لأول مرة. استخدم الباحثون مقارنات بحالة تسمى تشنج المهبل، والتي تنطوي على انقباض تشنجي (مفاجئ وقصير الأمد) لعضلة العجان والعانية العصعصية (عضلة أخرى في قاع الحوض). شعر هؤلاء الباحثون أن هذه الحالة كانت خللًا تشنجيًا في الشرج، على غرار "تشنج المهبل". ومع ذلك، فإن مصطلح الانسداد الشرجي يعني السببية النفسية، وهو ما ليس صحيحًا على الرغم من وصف خلل وظيفي نفسي لدى هؤلاء المرضى. وبالتالي:
- اللاتينية ani - "الشرج"
- اللاتينية spasmus - "تشنج"

(مشتق من الاستقراء مع هذا المصطلح "vaginismus"، والذي بدوره من اللاتينية vagina - "غمد" + spasmus - "تشنج")
اُستخدمت العديد من المصطلحات بشكل مرادف للإشارة إلى هذه الحالة، بعضها بشكل غير مناسب. اُنتقد مصطلح "anismus" لأنه يوحي بوجود سبب نفسي. في أنظمة التصنيف الأكثر قبولًا على نطاق واسع (ICD-11 و Rome-IV) ، يفضل مصطلح "إخراج برازي غير متناسق". كما هو مذكور في معايير روما II ، يفضل مصطلح "إخراج برازي غير متناسق" على "عسر تآزر قاع الحوض" لأن العديد من المرضى الذين يعانون من إخراج برازي غير متناسق لا يبلغون عن أعراض جنسية أو بولية، مما يعني أن آلية الإخراج البرازي فقط هي التي تتأثر.
تشمل المرادفات الأخرى:
- خلل الحركة العانية المستقيمية
- متلازمة العانية المستقيمية
- العانية المستقيمية المتناقضة
- العانية المستقيمية غير المريحة
- انقباض العانية المستقيمية المتناقض
- متلازمة قاع الحوض التشنجي[43]
- عسر تآزر العضلة العاصرة الشرجية[44]
- انقباض قاع الحوض المتناقض